# Hilal Ercan
Hilal Ercan (* 22. September 1988) ist ein Mädchen, das 1999 im Alter von zehn Jahren in Hamburg spurlos verschwand. Der Fall löste die größte Suchaktion der Hansestadt seit dem Zweiten Weltkrieg aus.

## Verschwinden
Die damals zehnjährige, türkischstämmige Hilal Ercan lebte in Hamburg-Lurup und verschwand dort am 27. Januar 1999. Sie hatte ein gutes Schulzeugnis nach Hause gebracht und durfte sich zur Belohnung Süßigkeiten kaufen. Das Kind verließ das achtstöckige Mehrfamilienwohnhaus in der Elbgaustraße, in dem es mit seinen Eltern und zwei Geschwistern wohnte.
Gegen 13:15 Uhr wurde das Mädchen in einem nahegelegenen Einkaufszentrum auf der anderen Straßenseite zuletzt gesehen. Der Vater Kamil und die Mutter Ayla Ercan glaubten nicht, dass ihre Tochter einfach weggelaufen sein könnte. Die Polizei leitete bereits wenige Stunden nach dem mysteriösen Verschwinden eine letztlich vergebliche Suche ein.

## Ermittlungen
Auch Hinweise und Aufrufe in der ZDF-Sendung Aktenzeichen XY … ungelöst sowie der RTL-II-Sendung Ungeklärte Morde – Dem Täter auf der Spur blieben erfolglos. Die Ermittlungen hatte die Sonderkommission „Morgenland“ übernommen. Das Schicksal von Hilal Ercan ist trotz intensiver Nachforschungen unbekannt. Für die Fahndung nach dem Mädchen setzten die Behörden eine Belohnung von 20.000 D-Mark aus.
Am 27. April 2005, genau sechs Jahre und drei Monate nach dem Tag des Verschwindens, kam wieder Bewegung in den Fall: Der wegen Sexualstraftaten an Kindern vorbestrafte Dirk A. aus der Psychiatrie der Asklepios Klinik Nord am Standort Ochsenzoll in Hamburg-Langenhorn gestand, das Mädchen entführt und ermordet zu haben. Noch während die Polizei den von ihm angegebenen Tatort auf Spuren durchsuchte, zog der Mann das Geständnis wieder zurück. Er bestreitet die Tat bis heute und es kann ihm auch nichts nachgewiesen werden. Er bleibt jedoch der einzige Verdächtige.
Anfang 2018 suchten Beamte der Ermittlungsgruppe „Cold Cases“ erneut mit einer Plakatkampagne nach Hinweisen im Fall. Im September 2018 durchsuchte die Polizei nach dem Hinweis eines neuen Zeugen den Altonaer Volkspark.
Nachdem Ermittler im Zuge der Auswertung alter Akten auf einen mehrfach verurteilten Sexualstraftäter gestoßen waren, durchsuchte die Hamburger Polizei im Sommer 2022 an mindestens 25 Tagen mit je 18 bis 25 Beamten ein Waldstück am nördlichen Stadtrand. Eine Auswertung von gesammelten metallischen Gegenständen werde vorgenommen.